# Laveren
Laveren of opkruisen betekent bij het zeilen een bochtig parcours varen, vaak van aan de wind tot aan de wind. Overdrachtelijk gezien betekent laveren: niet direct op het doel afgaan maar via tussenhandelingen dat doel bereiken.

## Toedracht

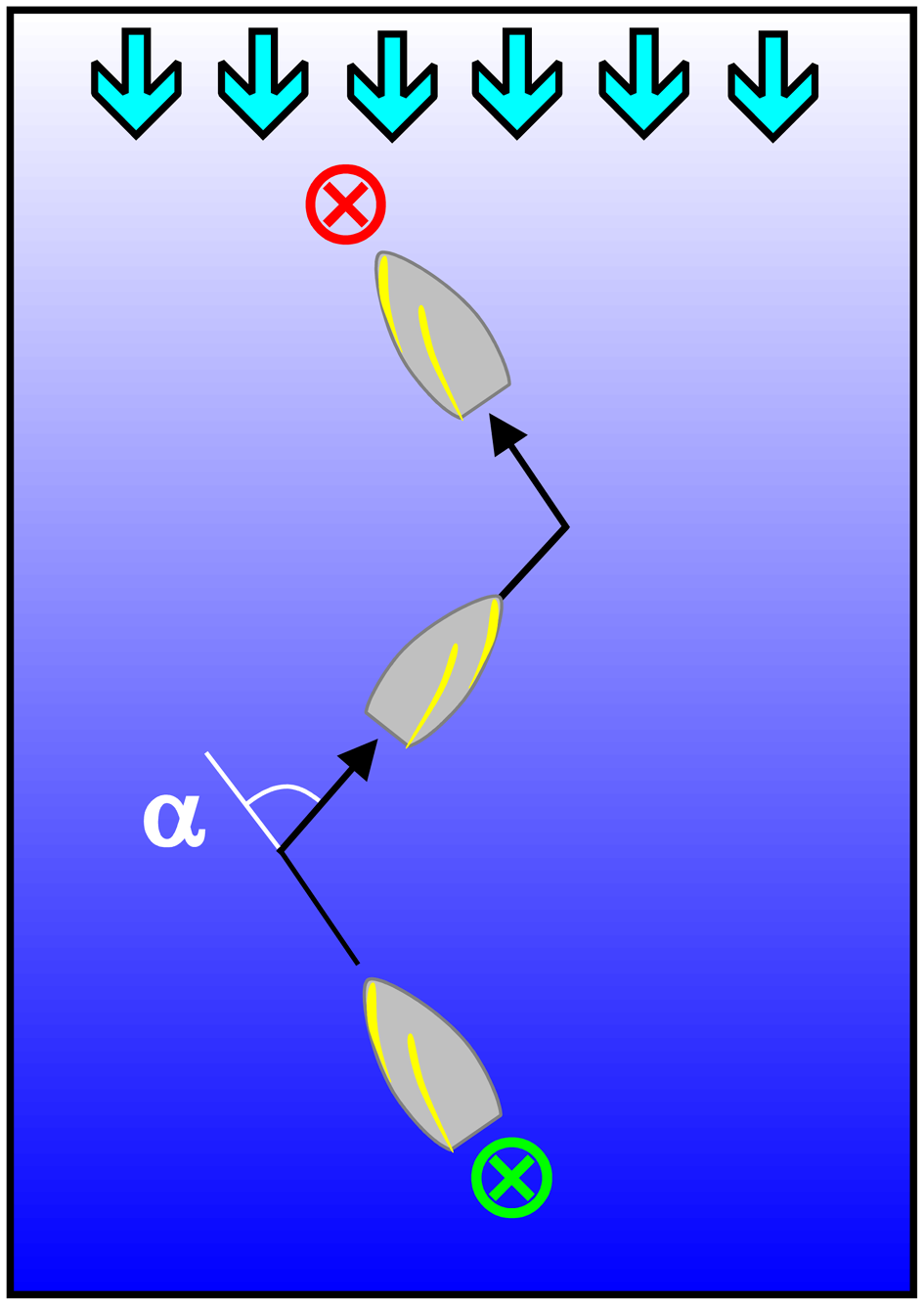

Als we bij het laveren zigzaggend tegen de wind in zeilen, dan heet dit opkruisen. In een rechte lijn tegen de wind in zeilen is onmogelijk, men spreekt hier van de dode hoek. Door herhaaldelijk links en rechts aan de wind te zeilen (dus te zigzaggen), kan wel naar een punt recht tegen de wind in worden gezeild. Bij laveren wordt snelheid behaald via het creëren van onderdruk of zuigkracht op de buitenzijde, ofwel de bolle zijde, van het zeil. Dit in tegenstelling tot koersen als ruime wind en voor de wind, waarbij een deel van de energie komt door het duwen van de wind tegen het zeil.